# Amine Lahcen Demnati
Pour les articles homonymes, voir Demnati.
 (octobre 2012).
Amine Lahcen Demnati est né le 15 décembre 1949 à Demnate dans la province d’Azilal. Il est actuellement membre du Conseil Constitutionnel depuis 2005 après avoir occupé le poste de Wali de la région Guelmim-Es Smara à la suite de sa nomination le 21 juillet 2004 par le Roi Mohammed VI.

## Parcours
Il a fait ses débuts professionnels dans le cycle de l'enseignement, de 1967 à 1975, date à laquelle il intègre le barreau de Casablanca après une licence en droit. Il exerce plusieurs fonctions politiques, notamment en tant que membre de la Chambre des représentants pendant quatre mandats successifs.
À partir de 1984, président de la commission de l'Intérieur et des collectivités locales à la Chambre des représentants et vice-président de la même Chambre, à deux reprises.
Il est nommé, de 1995 à 1997, ministre de l'Emploi, des Affaires sociales, comme il a représenté le Maroc dans plusieurs forums régionaux et internationaux aux niveaux parlementaire et gouvernemental.

## Associatif
Il est président de l'association marocaine des villages d'enfants “SOS".

## Décoration
- Décoré du Wissam Al Arch, de l'ordre de Chevalier.